# Pietro Bernini
(Giovanni Baglione)
Pietro Bernini (Sesto Fiorentino, 6 maggio 1562 – Roma, 29 agosto 1629) è stato un pittore e scultore italiano, padre del più famoso Gian Lorenzo Bernini.
Ha operato a Napoli e poi a Roma nel XVII secolo.

## Biografia
Pietro Bernini nacque a Sesto Fiorentino, nel Ducato di Firenze (oggi in Toscana), il 5 maggio 1562, figlio del ciabattino Lorenzo Bernini e di Camilla Boccapianola. Venne indirizzato alla scultura a Firenze, nella bottega di Ridolfo Sirigatti; proseguì poi i propri studi apprendendo l'arte dal Cavalier d'Arpino, a Roma, in un ambiente saturo di manierismo. Nella sua giovinezza, insomma, Bernini acquisì solide conoscenze artistiche, tanto che il Baglione ci riferisce che nella sua gioventù il Bernini avrebbe trascorso un'estate a Caprarola per affrescare palazzo Farnese insieme ad Antonio Tempesta e altri pittori.
Nel 1584 Bernini si recò a Napoli, dove realizzò la statua di San Giovanni Battista per la chiesa di San Giovanni in Carbonara, una Madonna della Neve e una Santa Caterina d'Alessandria per la chiesa di Terranova Sappo Minulio), e un'altra statua oggi custodita nel museo di Palermo. Al di là delle prime esperienze artistiche partenopee, non ancora adeguatamente studiate, a Napoli il Bernini s'invaghì di una fanciulla a tal punto di farla sua sposa: il suo nome era Angelica Galante.

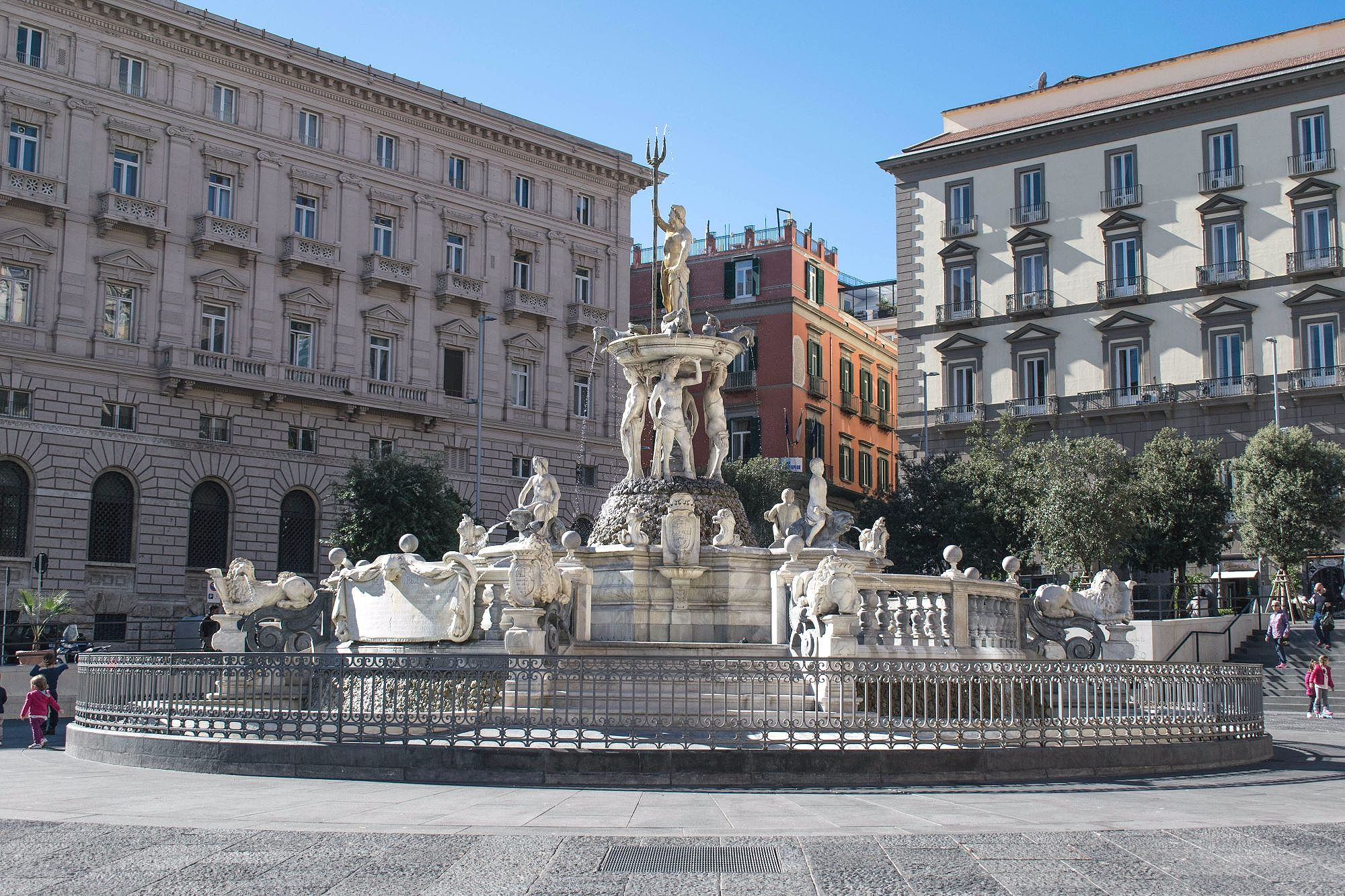
La fontana del Nettuno a Napoli

Fu proprio con la Galante che nel 1594 Bernini fece ritorno a Firenze, dove intervenne nella facciata di Santa Trinità insieme a Giovanni Battista Caccini. Quello fiorentino, tuttavia, fu un soggiorno assai breve, tanto che nel 1596 Bernini si recò nuovamente a Napoli, dove conobbe anni di grande fervore artistico. Nella città partenopea il viceré gli commissionò la realizzazione di sculture per la certosa di San Martino; scolpì, inoltre, i santi Pietro e Paolo per il Duomo, la Sicurezza e la Carità per la facciata della cappella del Monte di Pietà, e infine un San Matteo con l'angelo per la chiesa del Gesù Nuovo. Si accostò, in aggiunta, alla cerchia di Michelangelo Naccherino, seguace del Giambologna, con il quale si cimentò principalmente nella decorazione di fontane: si segnalano, in tal senso, le statue della fontana del Gigante a Santa Lucia e i quattro mostri marini collocati ai lati della fontana del Nettuno, all'epoca ubicata nell'Arsenale del Porto (ma oggi collocata dinanzi palazzo San Giacomo). Sempre al soggiorno partenopeo appartengono i santi Stefano e Lorenzo, scolpiti per la cripta del duomo di Amalfi, un Profeta per la chiesa di San Giovanni dei Fiorentini, e l'impresa decorativa della cappella Ruffo nella chiesa dei Girolamini, per la quale eseguì le statue delle Sante Caterina d'Alessandria e Caterina da Siena, nonché degli Apostoli Matteo, Simone, Bartolomeo e Giacomo il Minore. Il 7 dicembre 1598, proprio a Napoli, nacque inoltre il figlio Gian Lorenzo, destinato a divenire uno dei maggiori protagonisti dell'arte barocca.
Ritornato a Roma nel 1605-1606 insieme ad Angelica e al piccolo Gian Lorenzo, Bernini partecipò subito alla realizzazione di opere di grande respiro: a Santa Maria Maggiore scolpì le Cariatidi, l'Incoronazione di Clemente VIII (nella cappella Paolina) e il rilievo dell'Assunta (per la sacrestia nuova), mentre per Sant'Andrea della Valle eseguì un San Giovanni Battista seduto. Altre realizzazioni di questi anni sono la Sapienza e la Religione (per il monumento al cardinale Bellarmino nella chiesa del Gesù, oggi distrutto; 1622-23); l'Annunciazione per la chiesa di San Bruno a Bordeaux (1622 circa); la Fede e la Prudenza per il monumento Dolfin della chiesa veneziana di San Michele in Isola.
Dopo la nomina ad architetto dell'Acqua Vergine nel 1623, Bernini si cimentò nella costruzione di varie fontane a Roma, tra le quali quella più famosa è la fontana della Barcaccia a piazza di Spagna, realizzata con l'aiuto del figlio. Negli ultimi anni di carriera, infine, collaborò con Gian Lorenzo in diverse imprese, specie in quella del baldacchino di San Pietro.
Pietro Bernini, infine, morì a Roma il 29 agosto 1629.

## Opere
- Madonna col Bambino e san Giovannino, statua, prima metà del XVII secolo, Napoli, Museo nazionale di San Martino
- Assunta, altorilievo, 1607, Roma, Basilica di Santa Maria Maggiore

### Attribuzioni
- Madonna delle Grazie, altorilievo, 1605, Lucera, Basilica Cattedrale[3]
- Genietti funebri, altorilievo, 1605, Lucera, Basilica Cattedrale[3]
- Laocoonte, statua in marmo bianco, pinacoteca di Reggio Calabria